# Jacques Antoine Joseph Cousin
Jacques Antoine Joseph Cousin (n. 29 ianuarie 1739 - d. 29 decembrie 1800) a fost un matematician și om politic francez.
În 1776 a fost numit profesor la Collège de France (1776), iar în 1772 profesor de matematică la Liceul Militar.
În 1772 devine membru al Academiei de Științe și adjunct la secția geometrie.
În timpul Revoluției a devenit membru al municipalității din Paris (1791), președinte al administrației Senei.
În 1795 a fost numit membru al Institutului de Științe din Paris și ulterior comisar în Biroul Central.
În 1799 este numit senator.

## Scrieri
- 1766: Remarques sur la manière d'intégrer par approximation les équations différentielles et les équations aux différences partielles
- 1777, 1796: Leçons de calcul intégral (Paris)
- 1795: Introduction par l'étude de l'Astronomie Physique (Paris).